# 台湾柯丽白兰
台湾柯丽白兰（学名：Collabium formosanum），又名台湾吻兰，为兰科柯丽白兰属下的一个种。

## 扩展阅读
- 維基物種上的相關：台湾柯丽白兰